# Pavel Doležel
Pavel Doležel (* 30. listopadu 1940, Černá Hora) je bývalý český cyklista, který reprezentoval Československo. V roce 1965 skončil celkově druhý na Závodu míru, v letech 1967 a 1968 byl na Závodu míru kapitánem bronzového československého družstva. Zúčastnil se šesti ročníků tohoto etapového závodu. V roce 1965 vyhrál závod Okolo Skotska. V roce 1965 skončil na 5. místě v anketě Sportovec roku. Ve stejném roce byl zvolen historicky prvním Králem cyklistiky. Jeho nejlepším umístěním na mistrovství světa bylo 13. místo v roce 1967. Startoval na čtyřech MS (1964, 1965, 1966, 1967). Roku 1969 ukončil závodní kariéru a začal pracovat jako trenér. Od roku 1974 až do roku 1984 vedl československou reprezentaci. Přivedl ji k několika bronzovým medailím v časovce družstev - na světových šampionátech v letech 1975 a 1981 a na olympijských hrách v Moskvě roku 1980. V letech 1984-1988 trénoval řeckou reprezentaci. V letech 1988-1993 vedl cyklistický oddíl JZD Slušovice. V letech 1993 až 2005 byl ředitelem Závodu míru. Cyklistickým šampionem se stal navzdory tomu, že v pěti letech utrpěl vážné poranění nohy, když ho na konci druhé světové války přejel vojenský vůz a jím vlečené dělo (sovětské nebo rumunské). Následky zranění byly celoživotní. Měl přezdívku Toleďák, podle španělského vrchaře Bahamontese přezdívaného „Orel z Toleda“.